# フォルクスワーゲン・タイプ4
フォルクスワーゲン・タイプ4は、西ドイツ（当時）のフォルクスワーゲン (VW) が1968年から1974年まで製造販売した、空冷リアエンジン方式の2/4ドアセダン及びステーションワゴンである。販売当時はVW411/VW412と呼ばれたが、現在では、ビートル（タイプ1）、トランスポーター（タイプ2）、1500/1600（タイプ3）に次ぐ第四世代として「タイプ4」と総称されることが多い。 
タイプ3より一回り大きなボディサイズに1.7 - 1.8 L 空冷水平対向4気筒エンジンを持ち、ビートルの血統を受け継いで西ドイツのVWで開発・生産された最後の空冷エンジン乗用車となった。

## 概要
1972年まではVW411の名で生産され、1973年以降はフェイスリフトを受けてVW412と改称された。ボディタイプはファストバックスタイルの2/4ドアセダンと2ドアワゴンの3種類。当初のエンジンは1,679 ccのツインキャブレターで68馬力であったが、1969年には電子制御インジェクションに変更され、80馬力に強化された412Eに発展した。しかし、このインジェクションユニットは信頼性に問題があったことから1973年9月にはツインキャブレターに戻され、出力低下を防ぐためエンジン排気量を1,795ccに拡大して85馬力とした412Sが登場した。
タイプ1（ビートル）の延長線上にあるとはいえ、タイプ4はモノコックボディ、ストラット式フロントサスペンション（後のVW1302/1303とは別設計品）、セミトレーリングアーム式リアサスペンション、油圧式クラッチ、3速フルオートマチックトランスミッションなど、多くのVW初の技術が盛り込まれていた。また、4ドアセダンもVW初であった。
バッテリーは運転席（左ハンドル車）下に置かれ、ガソリン燃焼式ヒーターも後部に設置されていた。

## 販売
1968年のデビューから、1974年にパサートと交代して生産を終えるまでの6年間の生産台数は36万7,728台であった。これは、1970年から1974年まで生産されたVW初のFF車であるK70の生産台数をわずかに上回るが、タイプ1やタイプ3と比較すると絶望的な結果であった。西ドイツ国内の小型ファミリーカー市場は年間30万台以上を生産するオペル・レコルトが首位を固めており、タイプ4はその敵とはなり得なかった。
アメリカでの411/412はアンダーパワーと評され、11万7,110台が販売されたに過ぎない。日本では当時の輸入総代理店であるヤナセを通じて販売されたが、ここでもタイプ1やタイプ3を上回る結果は残せなかった。